# Confederación de Empleados Particulares de Chile
La Confederación de Empleados Particulares de Chile es una organización sindical chilena, nacida en 1948, que agrupa a los trabajadores de empresas privadas que principalmente trabajan en el sector comercial y de servicios.
Su origen se remonta a un congreso unitario, realizado en Valparaíso, en el cual participaron sindicatos agrupados en la Confederación de Sindicatos de Empleados Particulares (CONSIEP), la CONEP y la FIEP.
La CONSIEP era cercana al Partido Socialista. La FIEP estaba integrada por dirigentes radicales y comunistas. La CONEP, en cambio, decía ser apolítica, aunque su presidente Juan Serendero era radical.
Su primer presidente fue Edgardo Maas. Por entonces, la organización agrupaba a 120 mil empleados. Otros dirigentes que con posterioridad ocuparon ese cargo fueron Alfonso Pérez Rojas (-1954), Enrique Ferrando K. (1954-), Federico Mujica, Jorge Millán Baeza (-1987-1990-) y Angélica Carvallo Prenafeta (1991-2009).
A lo largo de su historia, la CEPCH ha tenido variadas posiciones, debido a su composición política heterogénea. Aunque participó en la constitución de la Central Única de Trabajadores de Chile, tuvo diferencias con el liderazgo comunista y socialista y se desafilió. Algunos de sus sindicatos estuvieron afiliados a la ORIT.
Recién creada, la CEPCH debió enfrentar las medidas económicas planteadas por el ministro Jorge Alessandri, bajo el gobierno de Gabriel González Videla, que afectaron negativamente los salarios. En enero de 1950 la Confederación participó activamente en una huelga de empleados, que finalmente provocó la caída del gabinete. En agosto de 1951, Edgardo Maass estuvo implicado en el Complot de Colliguay, contra el gobierno.
En 1973, la CEPCH, por entonces liderada por Federico Mujica, apoyó el golpe de Estado. Sin embargo, progresivamente adoptó una posición crítica de la política neoliberal, cuando esta se fue definiendo.
La nueva institucionalidad laboral, representada en el Plan Laboral, obligó a que la CEPCH se adaptara al nuevo marco legal. Entre otras razones, ya no existía al diferencia jurídica entre obreros y empleados. Así surgió Confederación Nacional de Sindicatos, Federaciones y Asociaciones de Trabajadores del Sector Privado de Chile, como heredera legal de la CEPCH.
En 2009, un quiebre interno llevó a la aparición de dos organizaciones que se han atribuido la representación de la antigua CEPCH. Una de ellas está presidida por Rubén Villanueva Lara.